# كارلوس كوراش
كارلوس كوراش (من مواليد 24 أبريل 1935) سياسي ومحامي أرجنتيني، شغل منصب وزير الداخلية أثناء رئاسة كارلوس منعم بين يناير 1995 وانتهاء ولاية منعم في ديسمبر 1999.
هو يهودي وقد تم التحقيق معه بشأن علاقته تفجير آميا. بعد رئاسة منعم شغل منصب عضو مجلس الشيوخ في عام 1999 حتى عام 2001.